# Dancing Beethoven
Dancing Beethoven és un documental espanyol de 2017 dirigit per Arantxa Aguirre sobre la recuperació del ballet del segle XX de la coreografia de Maurice Béjart. Va ser estrenada el 28 d'abril de 2017. Va trigar 9 mesos a ser rodada, i està estructurada en quatre moviments.

## Argument
Explica la història d'un revifament de la coreografia creada per Bejart als anys seixanta per a la novena simfonia de Beethoven. L'actuació es fa a Tòquio i els ballarins són del Béjart Ballet Lausanne i Tokyo Ballet, acompanyats per l'Orquestra Filharmònica d'Israel, dirigida per Zubin Mehta.

## Repartiment
- Malya Roman
- Julien Favreau
- Elisabet Ros
- Kateryna Shalkina
- Óscar Chacón
- Gil Roman com a membre del Béjart Ballet Lausanne.
- Kathleen Thielhem
- Masayoshi Onuki.
- Alanna Archibald com una ballarina.
- Simon Hoffman com un cel·lista.
- Zubin Mehta com el director de l'orquestra.

## Crítiques
Florence Millioud-Henriques, de Tribune de Genève ho ha definit com un himne a l'esperança; Rocío García, del periòdic El País com un cant a l'harmonia i la bellesa; Andrés Ibáñez Segura, de la secció cultural del periòdic ABC com a profund i commovedor; i la Film Society Lincoln Center com una combinació excitant de dansa i música.
Miguel Ángel Barroso, de la Revista Visión Media, ha comentat el següent:
| « | Dancing Beethoven, en una peça de cinema única, no sols dins del panorama nacional, sinó en el món sencer… un regal a conservar… una escriptura cinematogràfica, que és un prodigi de soltesa, de personalitat, de llibertat interior. | » |

## Premis
Premis Goya
| Any  | Categoria                    | Resultat |
| ---- | ---------------------------- | -------- |
| 2017 | Millor pel·lícula documental | Nominada |

Premis Platino
| Any  | Categoria                    | Resultat |
| ---- | ---------------------------- | -------- |
| 2018 | Millor pel·lícula documental | Nominada |